# ورکیان
ورکیان روستایی در دهستان حومه بخش مرکزی شهرستان دامغان استان سمنان ایران است.
این روستا در ۵ کیلومتری شهر دامغان واقع شده‌است.پایگاه علوم و ستاره شناسی که به همت دکتر مرتضی ابراهیمی ورکیانی در این روستا تاسیس شده مورد استفاده و بازدید دوست داران علم ستاره شناسی قراردارد.

## ریشه ی نام
ورکیان از ترکیب دو واژه ی وَر (به معنای قلعه و دژ) و کیان(به معنای پادشاهان و سروران)  تشکیل شده است. با توجه به اهمیت شهر دامغان(صددروازه) در دوران اشکانیان احتمال آنکه این روستا قلعه ای مهم در جوار پادشاهان کیانی بوده باشد محتمل است.

## پایگاه نجوم ورکیان
پایگاه نجوم روستایی ورکیان اولین پایگاه نجوم روستایی ایران است که در تاریخ ۲۶/۴/۸۹ در این روستا با حضور رئیس مرکز علوم و ستاره‌شناسی تهران و تعدادی از مسئولین محلی راه اندازی شده‌است. این پایگاه در زمینی به وسعت ۲ هزار و ۵۰۰ متر مربع و با هدف ترویج و اشاعه علم ستاره‌شناسی، آموزش ستاره‌شناسی، رصد اجرام آسمانی و … ایجاد شده‌است. در مراسم افتتاح این مرکز رئیس مرکز علوم و ستاره‌شناسی تهران از تحت پوشش بودن ۲ هزار و ۶۰۰ نفر از دانشجویان و استادان در این مرکز خبر داد. رئیس انجمن نجوم دامغان نیز با تشریح اهداف ایجاد این پایگاه گفت: ارتقای سطح علمی جوانان و آموزش ستاره‌شناسی از مهم‌ترین هدفهای ایجاد این پایگاه است.

## آثار تاریخی و مذهبی
بقعه امامزاده جعفر در این روستا واقع می‌باشد و در ایام محرم و به خصوص در روز فوت محمد و سالروز کشته‌شدن حسن‌ابن علی این مکان محلی بسیار پرازدحام برای عزاداری و زیارت می‌باشد.

## جمعیت
بر پایه سرشماری عمومی نفوس و مسکن در سال ۱۳۹۵ جمعیت این روستا ۱۳۵ نفر (در ۴۹ خانوار) بوده‌است.